# Revell (przedsiębiorstwo)
Revell – firma produkująca modele samolotów, pojazdów wojskowych, figurek i innych akcesoriów związanych z modelarstwem. Revell jest jednym z niewielu producentów, którzy wydali dużą liczbę modeli Bundeswehry. Znany jest również ze wznowienia serii modeli Matchboxa. Modele nie posiadają żadnych dodatkowych elementów wzbogacających, wyjątkiem jest model 3042 Panzerhaubitze 2000 w skali 1/35, gdzie dodana jest aluminiowa lufa.

## Modele Revella
Nazwy kilku modeli produkowanych przez tę firmę:
Panzerhaubitze 2000, Wolf, Luchs, Leopard 2A4, Unimog, ciężarówki MAN i wiele, wiele innych modeli. (powyższe modele to modele pojazdów po II wojnie światowej)
Zakres tematyczny modeli produkowanych przez firmę obejmuje:
- Samoloty 1:390
- Samoloty 1:320
- Samoloty 1:200
- Samoloty 1:144
- Samoloty 1:100
- Samoloty 1:72
- Samoloty 1:48
- Samoloty 1:32
- Samoloty 1:28
- Śmigłowce 1:144
- Śmigłowce 1:72
- Śmigłowce 1:48
- Śmigłowce 1:32
- Żołnierzyki 1:72

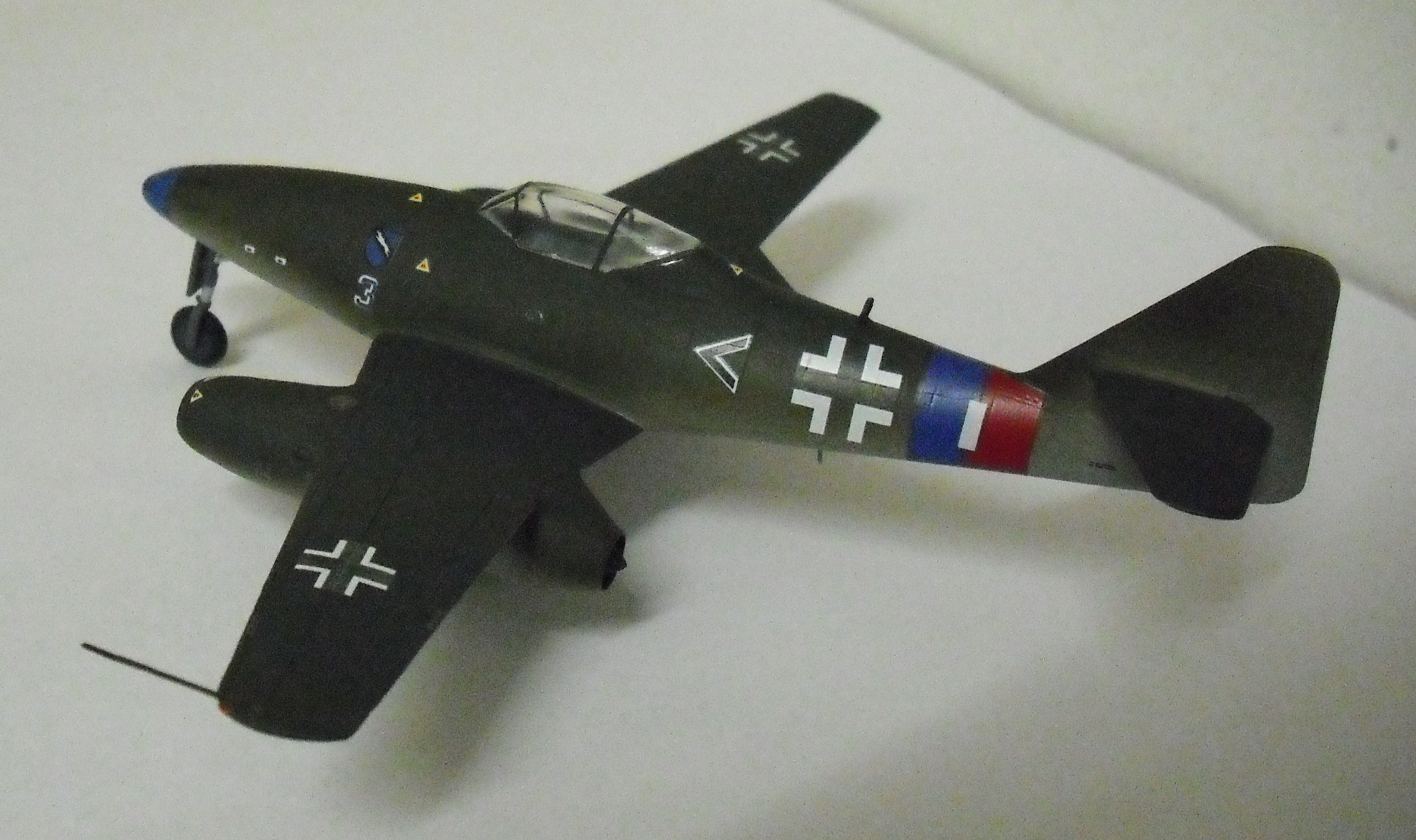
Jeden z produktów

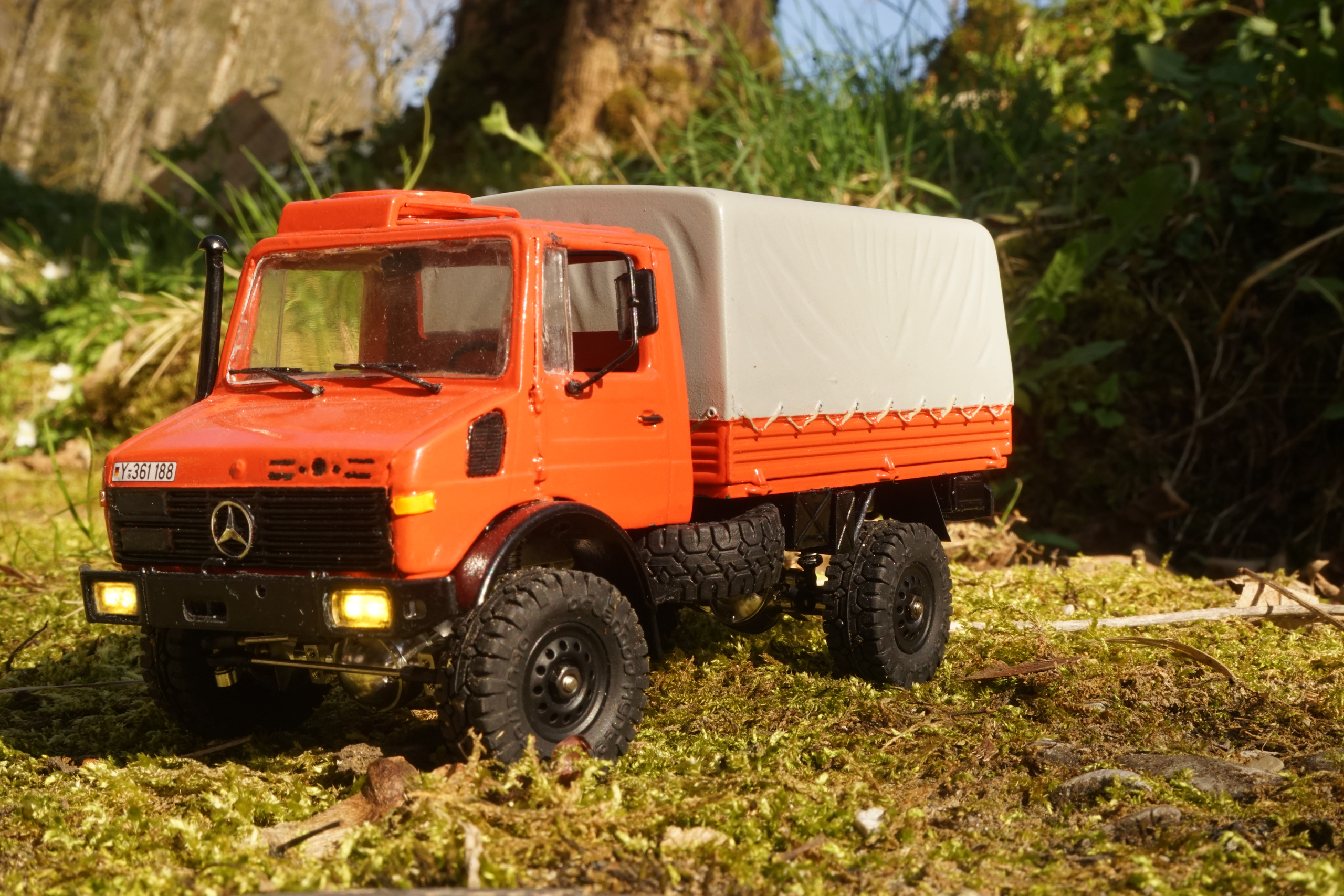
Jeden z produktów

- Zestawy okolicznościowe 1:72, 1:87, 1:28, 1:570, 1:24, 1:25, 1:225, 1:150, 1:144
- Pojazdy wojskowe 1:76
- Pojazdy wojskowe 1:72
- Pojazdy wojskowe 1:35
- Okręty 1:35
- Okręty 1:72
- Okręty 1:720
- Okręty 1:96
- Okręty 1:700
- Okręty 1:570
- Okręty 1:50
- Okręty 1:542
- Okręty 1:535
- Okręty 1:400
- Okręty 1:380
- Okręty 1:350
- Okręty 1:36
- Okręty 1:200
- Okręty 1:18
- Okręty 1:1200
- Okręty inne skale
- Ciężarówki i przyczepy 1:24
- Ciężarówki i przyczepy 1:25
- Samochody 1:24
- Samochody 1:25
- Samochody 1:18
- Samochody 1:12
- Motocykle 1:12